# 东城街道 (宜宾市)
东城街道，是中华人民共和国四川省宜宾市翠屏区曾经下辖的一个街道。2019年8月23日，宜宾市人民政府批复同意撤销东城街道和北城街道，设立合江门街道。

## 行政区划
东城街道下辖以下地区：
前进社区、咸熙社区、东街社区、中山社区和酒都社区。